# Waalse verkiezingen 2014/Kandidatenlijsten/Ecolo
Dit zijn de kandidatenlijsten van Ecolo voor de Waalse verkiezingen van 2014. De verkozenen staan vetgedrukt.

## Aarlen-Marche-en-Famenne-Bastenaken

### Effectieven
1. Nicolas Stilmant
2. Christine Cuvelier
3. Benoît-François Thiry

### Opvolgers
1. Christina Dewart
2. Frédéric Moïs
3. Isabelle Champluvier
4. Eric Jurdant

## Bergen

### Effectieven
1. Emmanuel Disabato
2. Cécile Dascotte
3. Frédéric Hambye
4. Annabel Quenon
5. Delphine Canon

### Opvolgers
1. Charlotte De Jaer
2. Frédéric Dufour
3. Jocelyne Paulet
4. Khaled Sor
5. Guy Nita

## Charleroi

### Effectieven
1. Isabelle Meerhaeghe
2. Xavier Desgain
3. Laurence Hennuy
4. Vincent Debruyne
5. Anne-Sophie Deffense
6. Pierre-Philippe Dardenne
7. Geneviève Desmedt
8. Ruddy Chapelle
9. Christophe Clersy

### Opvolgers
1. Robert Wathelet
2. Zaïna Ihirrou
3. François Lefèvre
4. Evelyne Petit
5. Henri Megali
6. Anne-Gaëlle Hubert
7. Michel Scheys
8. Emilie Cellières
9. Geneviève Houssière

## Dinant-Philippeville

### Effectieven
1. Patrick Dupriez
2. Marie Lecocq
3. Claudy Lottin
4. Catherine Vande Walle-Fossion

### Opvolgers
1. Marc Chambeau
2. Géraldine Godart
3. John-Laurent Neve
4. Saskia Jamar

## Doornik-Aat-Moeskroen

### Effectieven
1. Ronny Balcaen
2. Chloé Deltour
3. François Otten
4. Marie Leleux
5. Philippe Mouton
6. Marie-Colline Leroy
7. Laurent Agache

### Opvolgers
1. Simon Varrasse
2. Coralie Ladavid
3. Eddy Calonne
4. Ingrid Delmot-Van Hoorde
5. Didier Lebailly
6. Violette Leclercq
7. Pauline Trooster

## Hoei-Borgworm

### Effectieven
1. Jean Marot
2. Leila Rebboux
3. Franco Granieri
4. Brigitte Simal

### Opvolgers
1. Sandrine Maquinay
2. Frédéric Petit-Gérard
3. Catherine Dubru-Wollseifen
4. Jean-Michel Javaux

## Luik

### Effectieven
1. Philippe Henry
2. Veronica Cremasco
3. Quentin Le Bussy
4. Silvana Carota
5. Bastien Reul
6. Christine Boileau
7. Thierry Hormidas
8. Fabienne Stasse
9. Simon Charlier
10. Anne Dister
11. Mathieu Delafontaine
12. Géraldine Blavier
13. José Daras

### Opvolgers
1. Nicole Maréchal
2. Olivier Bierin
3. Isabelle Samedi
4. Jean-Pierre Crenier
5. Florence Natalis
6. Daniel Wathelet
7. Bernadette Loneux
8. Khalid Hamdaoui
9. Laetitia Lesenfants
10. Albert Avallone
11. Virgine Goddet
12. Bérenger Tsingos
13. Colette Balsacq

## Namen

### Effectieven
1. Stéphane Hazée
2. Laurence Dooms
3. Thomas Duquesne
4. Muriel Minet
5. Pontien Kabongo
6. Cécile Deflorenne-Barbeaux
7. Hugues Doumont

### Opvolgers
1. Laurence Lambert
2. Lionel Deltombe
3. Nathalie Kruyts
4. Pierre Tobie
5. Charlotte Mouget
6. Philippe Defeyt
7. Emily Hoyos

## Neufchâteau-Virton

### Effectieven
1. Jean-Pierre Florent
2. Anne Berg-Jadoul

### Opvolgers
1. Annie Goffin
2. Jean-François Gerkens
3. Coralie Paul
4. Jean-Pierre Graisse

## Nijvel

### Effectieven
1. Hélène Ryckmans
2. Corentin Rolin
3. Claire Hugon
4. Luc Schoukens
5. Agnès Namurois
6. Christophe Lejeune
7. Pascal Rigot
8. Marianne Saenen

### Opvolgers
1. Hadelin de Beer de Laer
2. Mélanie Bertrand
3. Thierry Klein
4. Anne Béghin
5. Michael Savoldi
6. Colette Prévost-Migeal
7. Marion Courtois
8. Michel Tricot

## Thuin

### Effectieven
1. Jean-Marc Monin
2. Marine Biset
3. Eddy Parmentier

### Opvolgers
1. Michaël Dupont
2. Frédérique Chauvier
3. Paul Colson
4. Aurore Duchène

## Verviers

### Effectieven
1. Matthieu Daele
2. Pauline Dumoulin
3. François Dewandre
4. Christel Jérusalem
5. Isabelle Neuenschwander
6. Yves Reinkin

### Opvolgers
1. Marc Niessen
2. Doris Quadflieg
3. Paul Bongartz
4. Nezha Darraji
5. Geneviève Cabodi
6. Philippe Royaux

## Zinnik

### Effectieven
1. Bénédicte Linard
2. Thierry Catteau
3. Nicole Vanhoof
4. Olivier Saint-Amand

### Opvolgers
1. Grégory Cardarelli
2. Dominique Pasture
3. Arnaud Guérard
4. Marie-Claire Depreter